# بوداگوپتا
بوداگوپتا (تلفظ به هندی: Bu-dha-gu-pta)، یک امپراتور در دوره گوپتا در هند و جانشین کوماراگوپتا دوم بود. او پسر پوروگوپتا بود و جانشین او ناراسیمهاگوپتا شد.

## پادشاهی
بوداگوپتا روابط نزدیکی با حاکمان کاناوج داشت و با هم در پی بیرون کردن هون‌های آلخون (هوناس) از دشت‌های حاصلخیز شمال هند بودند.
شمال هند و به‌ویژه منطقه اران، توسط تورامانا، حاکم هون‌های آلخون مورد تهاجم قرار گرفت که کتیبه خود را به نام کتیبه گراز تورامانا در حدود ۵۱۰–۵۱۳ پس از میلاد، در آنجا نصب کرد.